# Fogasállúbogár-félék
A Fogasállúbogár-félék (Prostomidae) a rovarok (Insecta) osztályában a bogarak (Coleoptera) rendjébe, azon belül a mindenevő bogarak (Polyphaga) alrendjébe tartozó család.

## Rendszertani felosztásuk, elterjedésük
- Rend Bogarak, Coleoptera
  - Alrend Polyphaga
    - Alrendág Cucujiformia
      - Családsorozat Tenebrionoidea
        - Család Prostomidae Thomson, 1859
          - Genusz Dryocora
            - Dryocora cephalotes (Waterhouse, 1877) – Tasmania
            - Dryocora howitti Pascoe, 1868 – Új-Zéland
            - Dryocora simoni Grouvelle, 1893 – Srí Lanka (rendszertani helyzete bizonytalan)
            - Dryocora walkeri Lea, 1904 – Ausztrália

          - Genusz Prostomis Latreille, 1829[1]
            - Prostomis africana Grouvelle, 1896 – Dél-Afrika
            - Prostomis americana Crotch, 1874 – Észak-Amerika
            - Prostomis apoica Schawaller, 2003  – Fülöp-szigetek
            - Prostomis atkinsoni Waterhouse, 1877  – Tasmania
            - Prostomis beatae Schawaller, 1991  – Nepál
            - Prostomis cameronica Schawaller, 1992 – Malajzia
            - Prostomis cornuta Waterhouse, 1887 – Ausztrália
            - Prostomis edithae Schawaller, 1991  – Nepál, Kína (Szecsuan, Jünnan), Vietnám
            - Prostomis gladiator Blackburn, 1903 – Ausztrália
            - Prostomis intermedia Blackburn, 1897 – Ausztrália
            - Prostomis katrinae Schawaller, 1991  – Thaiföld
            - Prostomis kinabaluca Schawaller, 1992  – Borneó, Jáva, Szumátra
            - Prostomis latoris Reitter, 1887 – Japán, Tajvan
            - Prostomis lawrencei Schawaller, 1993  – Új-Guinea, Queensland
            - Prostomis luzonica Schawaller, 1992  – Fülöp-szigetek
            - Prostomis mandibularis (Fabricius, 1801)  – Európa, Irán
            - Prostomis mindanaoica Schawaller, 2003  – Fülöp-szigetek
            - Prostomis mordax Reitter, 1889  – Kelet-Szibéria, Szahalin, Kuril-szigetek, Japán
            - Prostomis morsitans Pascoe, 1860  – Nepál, India (Dardzsiling)
            - Prostomis novacaledonica Schawaller, 1994 – Új-Kaledónia
            - Prostomis pacifica Fairmaire, 1881 – Fidzsi-szigetek
            - Prostomis papuana Schawaller, 1993  – Új-Guinea
            - Prostomis samoensis Arrow, 1927  – Szamoa
            - Prostomis schlegeli Olliff, 1884 – Srí Lanka
            - Prostomis subtilis Szallies, 1994 – Törökország
            - Prostomis susannae Schawaller, 1991  – Malajzia, Nepál
            - Prostomis weigeli Schawaller, 2003  – Új-Guinea

## Magyarországon előforduló fajok
- Európai fogasállúbogár (Prostomis mandibularis) (Fabricius, 1801)

## Fordítás
- Ez a szócikk részben vagy egészben  a   Prostomidae című angol Wikipédia-szócikk fordításán alapul.  Az eredeti cikk szerkesztőit annak laptörténete sorolja fel. Ez a jelzés csupán a megfogalmazás eredetét és a szerzői jogokat jelzi, nem szolgál a cikkben szereplő információk forrásmegjelöléseként.